# Stella Kyriakidou
Stella Kyriakidou (Grieks: Στέλλα Κυριακίδου) (ook wel Stella Kyriakides) (Nicosia, 10 maart 1956) is een Cypriotisch politicus van de christendemocratische partij Democratische Coalitie. Sinds 1 december 2019 is zij Europees commissaris voor Volksgezondheid in de commissie van Ursula von der Leyen.

## Biografie
Kyriakidou studeerde Psychologie aan de Universiteit van Reading en volgde een master in kinderstoornissen aan de Universiteit van Manchester. Tussen 1976 en 2006 was ze werkzaam als klinisch psychologe bij het Ministerie van Volksgezondheid. In 1999 werd Kyriakidou voorzitter van de First Breast Cancer Movement in Cyprus. Mede vanwege haar ervaring met borstkanker na diagnoses in 1996 en 2004.
Kyriakidou was tussen 2006 en 2019 lid van het Cypriotische parlement. Tussen 2013 en 2019 was ze eveneens vicevoorzitter van haar partij Democratische Coalitie. Naast deze werkzaamheden was Kyriakidou tussen 2012 en 2019 voorzitter van de Cypriotische delegatie bij de Parlementaire Vergadering van de Raad van Europa (PVRE). In 2018 stelde Kyriakidou zich kandidaat voor het voorzitterschap van de PVRE. In de derde ronde versloeg ze de Litouwer Emanuelis Zingeris.
In 2018 was Kyriakidou een groot verstander voor de decriminalisering van abortus in Cyprus. Na de Europese parlementsverkiezingen van 2019 werd ze door president Nicos Anastasiades genomineerd tot Europees Commissaris namens Cyprus. Mede vanwege haar achtergrond als klinisch psychologe werd Kyriakidou belast met de portefeuille Volksgezondheid.
Josep Borrell · 
Thierry Breton (tot 16 september 2024) · 
Helena Dalli · 
Valdis Dombrovskis · 
Elisa Ferreira · 
Marija Gabriel (tot 15 mei 2023) · 
Paolo Gentiloni ·  
Johannes Hahn · 
Iliana Ivanova (vanaf 19 september 2023) · 
Ylva Johansson · 
Věra Jourová · 
Wopke Hoekstra (vanaf 5 oktober 2023) · 
Phil Hogan (tot 26 augustus 2020) · 
Stella Kyriakidou · 
Janez Lenarčič · 
Ursula von der Leyen · 
Mairead McGuinness (vanaf 12 oktober 2020) · 
Didier Reynders · 
Margarítis Schinás · 
Nicolas Schmit · 
Maroš Šefčovič · 
Kadri Simson · 
Virginijus Sinkevičius · 
Dubravka Šuica · 
Frans Timmermans (tot 22 augustus 2023) ·   
Jutta Urpilainen · 
Adina-Ioana Vălean · 
Olivér Várhelyi · 
Margrethe Vestager · 
Janusz Wojciechowski